# Andy Bell
 Der er flere personer med dette navn, se Andy Bell (musiker).
Andrew Ivan Bell (25. april 1964 i Peterborough, England) er en britisk popmusiker.
Andy Bell har siden 1985 været sanger i duoen Erasure.
Ud over Andy består Erasure af Vince Clarke.

En meget sørgelig nyhed ramte Erasures fans i 2004, da Andy Bell talte ud om sin HIV-sygdom, som har stået på siden 1998. Citat: At være HIV-positiv betyder ikke, at man har AIDS. Mit liv er som alle andres, jeg har faktisk aldrig haft det bedre, så ingen grund til panik. Der er stadig meget panik og hysteri omkring HIV og AIDS. Men jeg lader livet gå videre.